# الرابطة الإسلامية في النرويج
الرابطة الإسلامية في النرويج (بالنرويجية: Det Islamske Forbundet i Norge واختصاراً DIF) هي مؤسسة إسلامية مقرها في أوسلو، النرويج. تقوم على إدارة مسجد الرابطة وعنوانه Calmeyers gate 8 في أوسلو، وهو مسجد كبير على مساحة 3000 متر مربع، يضم مطعما، ومدرسة للأطفال والشباب لتعليم القرآن واللغة العربية وتعاليم الإسلام، وجماعة للكشّافة. كما تنظم الرابطة رحلات حج وعمرة بالتعاون مع مكتب الحج والعمرة الكائن في نفس المبنى.
تأسست الرابطة في عام 1987 من قِبَل مسلمين ذوي خلفيات مختلفة. وهي عضو في منظمة المجلس الإسلامي في النرويج ، وتهدف إلى تعريف غير المسلمين بالإسلام ونقل رسالة الإسلام إلى المجتمع النرويجي.

## وصلات خارجية
الموقع الرسمي للرابطة الإسلامية في النرويج
مكتب الحج والعمرة